# مقاطعة رايس (كانساس)
مقاطعة رايس (بالإنجليزية: Rice County)‏ هي إحدى المقاطعات في ولاية كانساس، الولايات المتحدة الأمريكية.

## أعلام
- جوزيف ويلسون موريس